# Hockey Club Asiago 2004-2005
Questa pagina contiene i dati relativi alla stagione hockeystica 2004-2005 della società di hockey su ghiaccio HC Asiago.

## Campionato
- Piazzamento: 3° in serie A1.

## Roster
- Flavio Streit
- Nicola Lobbia
- Adam Russo
- Gianfilippo Pavone
- Rico Fata
- Drew Omicioli
- Giulio Scandella
- John Parco
- Daniel Gauthier
- Lucio Topatigh
- Franco Narcisi Jr.
- David Cooper
- Gianluca Tomasello
- Fernando Pisani
- Mike Omicioli
- Giovanni Marchetti
- Jason Cirone
- Michele Strazzabosco
- Luca Rigoni
- Fabio Armani
- Veli Pekka Hard
- Mathieu Dandenault
- Claudio Mantese
- Stephane Quintal
- Andrea Rodeghiero
- Riccardo Mosele
- Paolo Basso
- Stefano Frigo
- Valentino Vellar

### Allenatori
Heikke Leime, Paul Theriault e Angelo Roffo